# Liste des orgues du Languedoc-Roussillon protégés aux monuments historiques
Cet article recense les orgues protégés aux monuments historiques en Languedoc-Roussillon, France.

## Liste
| Orgue                                                  | Département         | Commune                      | Édifice                                                           | Référence | Année          | Protection | Illus. |
| ------------------------------------------------------ | ------------------- | ---------------------------- | ----------------------------------------------------------------- | --- | -------------- | ---------- | ------ |
| Orgue de tribune buffet, partie instrumentale          | Aude                | Carcassonne                  | Basilique Saint-Nazaire de Carcassonne                            | « PM11000707 », notice no PM11000707 « PM11002373 », notice no PM11002373 « PM11000708 », notice no PM11000708                                      | 1970           | Classé     |        |
| Orgue de tribune partie instrumentale                  | Aude                | Carcassonne                  | Cathédrale Saint-Michel de Carcassonne                            | « PM11002371 », notice no PM11002371 « PM11002372 », notice no PM11002372                                                                           | 1993           | Classé     |        |
| Orgue de tribune buffet, partie instrumentale          | Aude                | Carcassonne                  | Église Saint-Vincent de Carcassonne                               | « PM11000730 », notice no PM11000730 « PM11002374 », notice no PM11002374 « PM11000760 », notice no PM11000760                                      | 1984           | Classé     |        |
| Orgue de chœur partie instrumentale                    | Aude                | Castelnaudary                | Collégiale Saint-Michel de Castelnaudary                          | « PM11002376 », notice no PM11002376 « PM11002095 », notice no PM11002095                                                                           | 1987           | Classé     |        |
| Orgue de tribune partie instrumentale                  | Aude                | Castelnaudary                | Collégiale Saint-Michel de Castelnaudary                          | « PM11002375 », notice no PM11002375 « PM11000803 », notice no PM11000803                                                                           | 1969           | Classé     |        |
| Orgue de tribune partie instrumentale                  | Aude                | Fabrezan                     | Église Saint-Vincent de Fabrezan                                  | « PM11002377 », notice no PM11002377 « PM11001991 », notice no PM11001991                                                                           | 1990           | Classé     |        |
| Orgue de tribune buffet                                | Aude                | Fanjeaux                     | Église de l'Assomption de Fanjeaux                                | « PM11001025 », notice no PM11001025 « PM11002378 », notice no PM11002378                                                                           | 1972           | Classé     |        |
| Orgue de tribune partie instrumentale                  | Aude                | Lagrasse                     | Église Saint-Michel de Lagrasse                                   | « PM11002379 », notice no PM11002379 « PM11000040 », notice no PM11000040                                                                           | 1985           | Classé     |        |
| Orgue de tribune buffet, partie instrumentale          | Aude                | Limoux                       | Église Saint-Martin de Limoux                                     | « PM11000141 », notice no PM11000141 « PM11002380 », notice no PM11002380 « PM11000137 », notice no PM11000137                                      | 1967           | Classé     |        |
| Orgue de tribune buffet, partie instrumentale          | Aude                | Montréal                     | Collégiale Saint-Vincent de Montréal                              | « PM11002106 », notice no PM11002106 « PM11002381 », notice no PM11002381 « PM11002107 », notice no PM11002107                                      | 1963           | Classé     |        |
| Orgue de tribune buffet, partie instrumentale          | Aude                | Narbonne                     | Cathédrale Saint-Just-et-Saint-Pasteur de Narbonne                | « PM11000363 », notice no PM11000363 « PM11002382 », notice no PM11002382 « PM11000379 », notice no PM11000379                                      | 1840           | Classé     |        |
| Orgue de tribune orgue                                 | Aude                | Peyriac-de-Mer               | Église Saint-Paul de Peyriac-de-Mer                               | « PM11002383 », notice no PM11002383 | 2005           | Classé     |        |
| Orgue de tribune buffet, partie instrumentale          | Aude                | Saint-Papoul                 | Abbaye de Saint-Papoul                                            | « PM11001478 », notice no PM11001478 « PM11002385 », notice no PM11002385 « PM11001490 », notice no PM11001490                                      | 1967           | Classé     |        |
| Orgue de tribune partie instrumentale                  | Aude                | Sigean                       | Église Saint-Félix de Sigean                                      | « PM11002386 », notice no PM11002386 « PM11001990 », notice no PM11001990                                                                           | 1989           | Classé     |        |
| Orgue de tribune buffet, partie instrumentale          | Gard                | Alès                         | Cathédrale Saint-Jean-Baptiste d'Alès                             | « PM30000018 », notice no PM30000018 « PM30000798 », notice no PM30000798 « PM30000017 », notice no PM30000017                                      | 1962 1971      | Classé     |        |
| Orgue de tribune buffet                                | Gard                | Bagnols-sur-Cèze             | Église Saint-Jean-Baptiste de Bagnols-sur-Cèze                    | « PM30000054 », notice no PM30000054 « PM30000799 », notice no PM30000799                                                                           | 1984           | Classé     |        |
| Orgue de tribune buffet, partie instrumentale          | Gard                | Beaucaire                    | Collégiale Notre-Dame-des-Pommiers de Beaucaire                   | « PM30000072 », notice no PM30000072 « PM30000074 », notice no PM30000074 « PM30000800 », notice no PM30000800                                      | 1973 1983      | Classé     |        |
| Orgue de tribune buffet                                | Gard                | Beaucaire                    | Église Saint-Paul de Beaucaire                                    | « PM30000762 », notice no PM30000762 « PM30000801 », notice no PM30000801                                                                           | 1994           | Classé     |        |
| Orgue de tribune partie instrumentale                  | Gard                | Bessèges                     | Église Notre-Dame de Bessèges                                     | « PM30000802 », notice no PM30000802 « PM30000691 », notice no PM30000691                                                                           | 1991           | Classé     |        |
| Orgue de tribune partie instrumentale                  | Gard                | Chusclan                     | Église Saint-Julien de Chusclan                                   | « PM30000803 », notice no PM30000803 « PM30000135 », notice no PM30000135                                                                           | 1979           | Classé     |        |
| Orgue de tribune buffet                                | Gard                | Nîmes                        | Cathédrale Notre-Dame-et-Saint-Castor de Nîmes                    | « PM30000173 », notice no PM30000173 « PM30000804 », notice no PM30000804                                                                           | 1968           | Classé     |        |
| Orgue de tribune partie instrumentale                  | Gard                | Nîmes                        | Église Saint-Charles de Nîmes                                     | « PM30000805 », notice no PM30000805 « PM30000806 », notice no PM30000806                                                                           | 1986           | Inscrit    |        |
| Orgue de tribune buffet, partie instrumentale          | Gard                | Nîmes                        | Église Sainte-Perpétue de Nîmes                                   | « PM30000761 », notice no PM30000761 « PM30000807 », notice no PM30000807 « PM30000194 », notice no PM30000194                                      | 1977 1994      | Classé     |        |
| Orgue de tribune partie instrumentale                  | Gard                | Nîmes                        | Église Saint-Paul de Nîmes                                        | « PM30000808 », notice no PM30000808 « PM30000192 », notice no PM30000192                                                                           | 1977           | Classé     |        |
| Orgue de tribune buffet                                | Gard                | Nîmes                        | Petit temple des Ursulines de Nîmes                               | « PM30000810 », notice no PM30000810 « PM30000809 », notice no PM30000809                                                                           | 1995           | Classé     |        |
| Orgue de tribune buffet, partie instrumentale          | Gard                | Pont-Saint-Esprit            | Église Saint-Saturnin de Pont-Saint-Esprit                        | « PM30000813 », notice no PM30000813 « PM30000811 », notice no PM30000811 « PM30000812 », notice no PM30000812                                      | 1996           | Inscrit    |        |
| Orgue de tribune partie instrumentale                  | Gard                | Remoulins                    | Église Saint-Martin de Remoulins                                  | « PM30000814 », notice no PM30000814 « PM30000251 », notice no PM30000251                                                                           | 1984           | Classé     |        |
| Orgue de tribune buffet, partie instrumentale          | Gard                | Roquemaure                   | Collégiale Saint-Jean-Baptiste de Roquemaure                      | « PM30000286 », notice no PM30000286 « PM30000815 », notice no PM30000815 « PM30000285 », notice no PM30000285                                      | 1972 1975      | Classé     |        |
| Orgue de chœur partie instrumentale                    | Gard                | Saint-Ambroix                | Église Saint-Ambroise de Saint-Ambroix                            | « PM30000816 », notice no PM30000816 « PM30000817 », notice no PM30000817                                                                           | 1979           | Inscrit    |        |
| Orgue de tribune buffet, partie instrumentale          | Gard                | Saint-Gilles                 | Abbaye de Saint-Gilles                                            | « PM30000308 », notice no PM30000308 « PM30000818 », notice no PM30000818 « PM30000307 », notice no PM30000307                                      | 1973 1974      | Classé     |        |
| Orgue de tribune partie instrumentale                  | Gard                | Saint-Maximin                | Église Saint-Blaise de Saint-Maximin                              | « PM30000819 », notice no PM30000819 « PM30000547 », notice no PM30000547                                                                           | 1982           | Classé     |        |
| Orgue à cylindres partie instrumentale                 | Gard                | Sommières                    | Temple de Sommières                                               | « PM30000820 », notice no PM30000820 « PM30000575 », notice no PM30000575                                                                           | 1989           | Classé     |        |
| Orgue de tribune buffet                                | Gard                | Uzès                         | Cathédrale Saint-Théodorit d'Uzès                                 | « PM30000822 », notice no PM30000822 « PM30000821 », notice no PM30000821 « PM30000582 », notice no PM30000582                                      | 1934           | Classé     |        |
| Orgue de tribune partie instrumentale                  | Gard                | Uzès                         | Église Saint-Éterne de Uzès                                       | « PM30000823 », notice no PM30000823 « PM30000594 », notice no PM30000594                                                                           | 1986           | Classé     |        |
| Orgue de tribune partie instrumentale                  | Hérault             | Agde                         | Église Saint-Sever d'Agde                                         | « PM34002301 », notice no PM34002301 « PM34000013 », notice no PM34000013                                                                           | 1987           | Classé     |        |
| Orgue de tribune buffet, partie instrumentale          | Hérault             | Aniane                       | Abbatiale Saint-Sauveur d'Aniane                                  | « PM34002304 », notice no PM34002304 « PM34002302 », notice no PM34002302 « PM34002303 », notice no PM34002303                                      | 2001           | Classé     |        |
| Orgue de tribune buffet, partie instrumentale          | Hérault             | Bédarieux                    | Église Saint-Louis de Bédarieux                                   | « PM34002307 », notice no PM34002307 « PM34002305 », notice no PM34002305 « PM34002306 », notice no PM34002306                                      | 2002           | Classé     |        |
| Orgue de tribune partie instrumentale                  | Hérault             | Bédarieux                    | Temple de Bédarieux                                               | « PM34002308 », notice no PM34002308 « PM34000045 », notice no PM34000045                                                                           | 1984           | Classé     |        |
| Orgue de tribune buffet, partie instrumentale, tribune | Hérault             | Béziers                      | Cathédrale Saint-Nazaire de Béziers                               | « PM34000051 », notice no PM34000051 « PM34002310 », notice no PM34002310 « PM34000097 », notice no PM34000097                                      | 1840           | Classé     |        |
| Orgue de tribune partie instrumentale                  | Hérault             | Béziers                      | Église de la Madeleine de Béziers                                 | « PM34002311 », notice no PM34002311 « PM34000117 », notice no PM34000117                                                                           | 1988           | Classé     |        |
| Orgue de tribune partie instrumentale                  | Hérault             | Béziers                      | Basilique Saint-Aphrodise de Béziers                              | « PM34002309 », notice no PM34002309 « PM34000112 », notice no PM34000112                                                                           | 1988           | Classé     |        |
| Orgue de tribune partie instrumentale                  | Hérault             | Clermont-l'Hérault           | Collégiale Saint-Paul de Clermont-l'Hérault                       | « PM34002312 », notice no PM34002312 « PM34000196 », notice no PM34000196                                                                           | 1979           | Classé     |        |
| Orgue de tribune partie instrumentale                  | Hérault             | Ganges                       | Église Saint-Pierre-et-Saint-Paul de Ganges                       | « PM34002313 », notice no PM34002313 « PM34000237 », notice no PM34000237                                                                           | 1987           | Classé     |        |
| Orgue de tribune partie instrumentale                  | Hérault             | Gignac                       | Église Saint-Pierre-aux-Liens de Gignac                           | « PM37001349 », notice no PM37001349 « PM37001350 », notice no PM37001350                                                                           | 2005           | Classé     |        |
| Orgue de tribune buffet, partie instrumentale          | Hérault             | Lodève                       | Cathédrale Saint-Fulcran de Lodève                                | « PM34000298 », notice no PM34000298 « PM34002314 », notice no PM34002314 « PM34002315 », notice no PM34002315                                      | 1840           | Classé     |        |
| Orgue de tribune partie instrumentale                  | Hérault             | Lunel                        | Église Notre-Dame-du-Lac de Lunel                                 | « PM34002316 », notice no PM34002316 « PM34000339 », notice no PM34000339                                                                           | 1977           | Classé     |        |
| Orgue de tribune partie instrumentale                  | Hérault             | Marseillan                   | Église Saint-Jean-Baptiste de Marseillan                          | « PM34002317 », notice no PM34002317 « PM34000352 », notice no PM34000352                                                                           | 1980           | Classé     |        |
| Orgue de tribune partie instrumentale                  | Hérault             | Mèze                         | Église Saint-Hilaire de Mèze                                      | « PM34002318 », notice no PM34002318 « PM34000363 », notice no PM34000363                                                                           | 1984           | Classé     |        |
| Orgue de tribune partie instrumentale                  | Hérault             | Montagnac                    | Église Saint-André de Montagnac                                   | « PM34002319 », notice no PM34002319 « PM34000378 », notice no PM34000378                                                                           | 1984           | Classé     |        |
| Orgue de tribune buffet, partie instrumentale          | Hérault             | Montpellier                  | Basilique Notre-Dame des Tables                                   | « PM34000417 », notice no PM34000417 « PM34002321 », notice no PM34002321 « PM34000416 », notice no PM34000416                                      | 1975           | Classé     |        |
| Orgue de tribune buffet, partie instrumentale          | Hérault             | Montpellier                  | Cathédrale Saint-Pierre de Montpellier                            | « PM34000398 », notice no PM34000398 « PM34002320 », notice no PM34002320 « PM34000397 », notice no PM34000397 « PM34001513 », notice no PM34001513 | 1962 1975 1990 | Classé     |        |
| Orgue de tribune partie instrumentale                  | Hérault             | Nissan-lez-Enserune          | Église Saint-Saturnin de Nissan-lez-Enserune                      | « PM34002322 », notice no PM34002322 « PM34001169 », notice no PM34001169                                                                           | 1984           | Classé     |        |
| Orgue de tribune partie instrumentale                  | Hérault             | Olargues                     | Église Saint-Laurent d'Olargues                                   | « PM34002323 », notice no PM34002323 « PM34001174 », notice no PM34001174                                                                           | 1984           | Classé     |        |
| Orgue de tribune buffet, partie instrumentale          | Hérault             | Pézenas                      | Collégiale Saint-Jean de Pézenas                                  | « PM34001183 », notice no PM34001183 « PM34002324 », notice no PM34002324 « PM34001189 », notice no PM34001189                                      | 1907           | Classé     |        |
| Orgue de tribune partie instrumentale                  | Hérault             | Saint-Chinian                | Église Notre-Dame-de-Nazareth de Saint-Chinian                    | « PM34002325 », notice no PM34002325 « PM34001298 », notice no PM34001298                                                                           | 1976           | Classé     |        |
| Orgue de tribune buffet, partie instrumentale          | Hérault             | Saint-Guilhem-le-Désert      | Abbaye de Saint-Guilhem-le-Désert                                 | « PM34001376 », notice no PM34001376 « PM34002326 », notice no PM34002326 « PM34001375 », notice no PM34001375                                      | 1974 1975      | Classé     |        |
| Orgue de tribune buffet, partie instrumentale          | Hérault             | Saint-Pons-de-Thomières      | Cathédrale Saint-Pons de Saint-Pons-de-Thomières                  | « PM34001410 », notice no PM34001410 « PM34002327 », notice no PM34002327 « PM34001411 », notice no PM34001411                                      | 1972           | Classé     |        |
| Orgue de tribune partie instrumentale                  | Hérault             | Sète                         | Église décanale Saint-Louis de Sète                               | « PM34002328 », notice no PM34002328 « PM34002329 », notice no PM34002329 « PM34001442 », notice no PM34001442 « PM34002330 », notice no PM34002330 | 1975 1994      | Classé     |        |
| Orgue de tribune buffet, partie instrumentale          | Lozère              | Mende                        | Basilique-cathédrale Notre-Dame-et-Saint-Privat de Mende          | « PM48000045 », notice no PM48000045 « PM48000193 », notice no PM48000193 « PM48000061 », notice no PM48000061                                      | 1840 1906 1975 | Classé     |        |
| Orgue de tribune buffet, partie instrumentale          | Pyrénées-Orientales | Arles-sur-Tech               | Abbaye Sainte-Marie d'Arles-sur-Tech                              | « PM66000072 », notice no PM66000072 « PM66001406 », notice no PM66001406 « PM66000071 », notice no PM66000071                                      | 1955 1975      | Classé     |        |
| Orgue de tribune partie instrumentale                  | Pyrénées-Orientales | Céret                        | Église Saint-Pierre de Céret                                      | « PM66001407 », notice no PM66001407 « PM66001139 », notice no PM66001139                                                                           | 1993           | Classé     |        |
| Orgue de tribune partie instrumentale                  | Pyrénées-Orientales | Elne                         | Cathédrale Sainte-Eulalie-et-Sainte-Julie d'Elne                  | « PM66001408 », notice no PM66001408 « PM66000320 », notice no PM66000320                                                                           | 1987           | Classé     |        |
| Orgue de tribune partie instrumentale                  | Pyrénées-Orientales | Ille-sur-Têt                 | Église Saint-Étienne d'Ille-sur-Têt                               | « PM66001409 », notice no PM66001409 « PM66000420 », notice no PM66000420                                                                           | 1975           | Classé     |        |
| Orgue de tribune buffet, partie instrumentale          | Pyrénées-Orientales | Perpignan                    | Cathédrale Saint-Jean-Baptiste de Perpignan                       | « PM66000583 », notice no PM66000583 « PM66001410 », notice no PM66001410 « PM66000681 », notice no PM66000681                                      | 1899 1964      | Classé     |        |
| Orgue de tribune buffet, partie instrumentale          | Pyrénées-Orientales | Perpignan                    | Église Notre-Dame-la-Réal                                         | « PM66000623 », notice no PM66000623 « PM66001412 », notice no PM66001412 « PM66000622 », notice no PM66000622                                      | 1973 1975      | Classé     |        |
| Orgue de tribune buffet, partie instrumentale          | Pyrénées-Orientales | Perpignan                    | Église Saint-Mathieu de Perpignan                                 | « PM66000658 », notice no PM66000658 « PM66001413 », notice no PM66001413 « PM66000657 », notice no PM66000657                                      | 1975 1976      | Classé     |        |
| Orgue de tribune partie instrumentale                  | Pyrénées-Orientales | Prades                       | Église Saint-Pierre de Prades                                     | « PM66001414 », notice no PM66001414 « PM66000729 », notice no PM66000729                                                                           | 1955           | Classé     |        |
| Orgue de tribune buffet, partie instrumentale          | Pyrénées-Orientales | Prats-de-Mollo-la-Preste     | Église Sainte-Juste-et-Sainte-Ruffine de Prats-de-Mollo-la-Preste | « PM66000735 », notice no PM66000735 « PM66001415 », notice no PM66001415 « PM66000736 », notice no PM66000736                                      | 1933           | Classé     |        |
| Orgue de tribune partie instrumentale                  | Pyrénées-Orientales | Rivesaltes                   | Église Saint-André de Rivesaltes                                  | « PM66001416 », notice no PM66001416 « PM66000770 », notice no PM66000770                                                                           | 1976           | Classé     |        |
| Orgue de tribune partie instrumentale                  | Pyrénées-Orientales | Saint-Laurent-de-la-Salanque | Église Saint-Laurent de Saint-Laurent-de-la-Salanque              | « PM66001417 », notice no PM66001417 « PM66001020 », notice no PM66001020                                                                           | 1991           | Classé     |        |
| Orgue de tribune buffet, partie instrumentale          | Pyrénées-Orientales | Vinça                        | Église Saint-Julien-et-Sainte-Baselisse de Vinça                  | « PM66000979 », notice no PM66000979 « PM66001418 », notice no PM66001418 « PM66000978 », notice no PM66000978                                      | 1973 1975      | Classé     |        |